# Mathieu des Champs
Mathieu ou Macé des Champs (de Campis en latin) est un prélat français du  XIIIe siècle. Il est neveu de Gautier, évêque de Chartres.

## Biographie
Mathieu est sous-doyen de l'évêque Henri de Grez. Le chapitre le choisit en 1247 pour occuper le siège de Chartres. Il entreprend la septième croisade avec le roi Saint-Louis en 1248 le voyage de la Terre sainte, mais y trouve bientôt la mort.